# Shock
Lo shock (dall'inglese, pron. [ˈʃɔk]), o anche choc o schock (a seconda dell'originale grafia francese o tedesca), è una sindrome causata da una ridotta perfusione a livello sistemico, con conseguente sbilanciamento fra la disponibilità di ossigeno e la sua domanda metabolica a livello tissutale (condizione detta disossia).
Se non trattato, ha evoluzione rapida e ingravescente fino al decesso del paziente.

## Ortografia ed etimologia del termine
La parola deriverebbe dal verbo francese choquer, con il significato originario di "cozzare, urtare". Tuttavia attualmente si ha un maggiore uso della forma inglese shock. In particolare, la comparsa della parola nelle due forme è 1892 per choc ed 1899 per shock.

## Eziopatogenesi
Le varie cause di shock possono essere ben descritte analizzando l'equazione dell'apporto di ossigeno:
{\displaystyle DO_{2}=GC*CaO_{2}}, dove DO2 è l'apporto di ossigeno, GC è la gittata cardiaca, CaO2 è contenuto di ossigeno del sangue arterioso
I cui membri sono determinati dalle 2 equazioni:
- {\displaystyle GC=GS*FC}, dove GS è la gittata sistolica (il volume di sangue pompato ad ogni battito dal cuore), FC è la frequenza cardiaca,
- {\displaystyle CaO_{2}=(1,39*[Hb]*SatO_{2})+(0,003*PaO_{2})}, dove [Hb] è la concentrazione di emoglobina nel sangue (in g/dl), SatO2 è la percentuale di saturazione di ossigeno del sangue arterioso, PaO2 la pressione arteriosa dell'ossigeno.

L'equazione dell'apporto di O2, sostituendo ai 2 membri le rispettive espressioni, diventa:
{\displaystyle DO2=GS*FC*[(1,39*[Hb]*SatO_{2})+(0,003*PaO_{2})]}, consentendoci con una sola formula matematica di descrivere tutte le cause di shock, analizzandone i membri ad uno ad uno. 
In particolare la gittata sistolica dipende per la legge di Starling dal precarico, dal postcarico e dalla contrattilità del cuore, che possono essere monitorati a livello clinico in maniera indiretta con varie metodiche (il precarico misurando la pressione venosa centrale, tenendo ben presente che questa variabile non è in funzione lineare col precarico, ma questo dipende anche dalla rigidità delle pareti del ventricolo destro; il postcarico misurando la pressione arteriosa sistemica; la contrattilità con l'ecocardiogramma o tramite la scintigrafia miocardica).
Le cause di shock si suddividono in gruppi in base alla causa:
- Diminuzione della gittata cardiaca
  - Shock cardiogeno: miogeno (infarto miocardico, cardiomiopatia dilatativa); meccanico (insufficienza mitralica grave, difetti del setto interventricolare, stenosi aortica, cardiomiopatia ipertrofica); aritmico
  - Shock ostruttivo: tamponamento cardiaco, embolia polmonare massiva, pneumotorace iperteso e cause rare come mixoma atriale, trombo a palla;
  - shock ipovolemico e postemorragico: riduzione di liquidi, anche da disidratazione o secondaria a ustioni
- Diminuzione delle resistenze periferiche totali (shock distributivo)
  - Shock settico
  - Shock anafilattico
  - Shock neurogeno
  - Shock spinale

Per ognuno di questi 4 gruppi di cause i membri dell'equazione su descritta variano, aiutandoci a capire l'eziologia e l'evoluzione della situazione:
| Tipo                                                         | Precarico                                                          | Postcarico | Contrattilità | SvO2      | Resistenze periferiche |
| ------------------------------------------------------------ | ------------------------------------------------------------------ | ---------- | ------------- | --------- | ---------------------- |
| Shock cardiogeno                                             | aumentato                                                          | aumentato  | diminuita     | diminuita | aumentate              |
| Shock ostruttivo del piccolo circolo                         | aumentato nel ventricolo destro; diminuito nel ventricolo sinistro | aumentato  | normale       | diminuita | aumentate              |
| Shock ostruttivo della grande circolazione e piccolo circolo | aumentato                                                          | aumentato  | normale       | diminuita | aumentate              |
| Shock ipovolemico                                            | diminuito                                                          | aumentato  | normale       | diminuita | aumentate              |
| Shock distributivo                                           | diminuito o normale                                                | diminuito  | normale       | variabile | diminuite              |

### Decorso
Si possono identificare almeno tre diverse fasi: una fase iniziale, trattabile, sino ad una fase finale, irreversibile dello shock, seppure con patogenesi diverse:
1. fase compensatoria: la depressione cardiocircolatoria si aggrava e vengono messi in atto meccanismi di compenso (sistema nervoso simpatico, catecolamine, produzioni di fattori locali, come le citochine)
2. fase di progressione: il compenso diviene inefficace e il deficit di apporto ematico agli organi vitali provoca gravi squilibri fisiopatologici con accumulo di sostanze vasoattive e danno cellulare. La vasodilatazione con l'aumento della permeabilità tissutale può portare sino alla coagulazione intravascolare disseminata
3. fase di irreversibilità: immissione in circolo di sostanze tossiche prodotte dalla necrosi tissutale, blocco della funzione renale e arresto del circolo per la formazione di microtrombosi diffusa a tutti gli organi, coma irreversibile e riduzione della funzione cardiaca sino alla morte.

## Clinica

### Segni e sintomi
Dipendono in larga misura dagli organi e dai sistemi coinvolti:
- Sistema nervoso centrale: perdita dei sensi, coma.
- Cuore: tachicardia, pallore, debolezza, ipotensione.
- Polmoni: dispnea, ipossiemia.
- Rene: insufficienza renale acuta (oliguria-anuria).
- Apparato gastrointestinale: ileo, gastrite erosiva, pancreatite, colecistite alitiasica, emorragie, sofferenza epatica, alterazioni della coagulazione.
- Sangue: trombocitopenia, CID (coagulazione intravascolare disseminata), anemia emolitica microangiopatica.
- Sistema immunitario: alterazione della funzione dei leucociti, febbre-brividi (shock settico).
- Metabolismo: Iperglicemia, ipertrigliceridemia, ipoglicemia (fase avanzata), acidosi metabolica, ipotermia.

## Trattamento

### Terapie non farmacologiche

#### Posizione antishock
La posizione antishock, o posizione di Trendelenburg, si realizza ponendo l'infortunato disteso in posizione supina, inclinato di 20-30° con il capo a terra, con il bacino leggermente rialzato (per esempio con un cuscino) e gli arti inferiori sollevati. Tale posizione favorisce il ritorno venoso al cuore, che può irrorare meglio il cervello diminuendo quindi il rischio di anossia cerebrale.